# 3rd Street (Los Angeles)

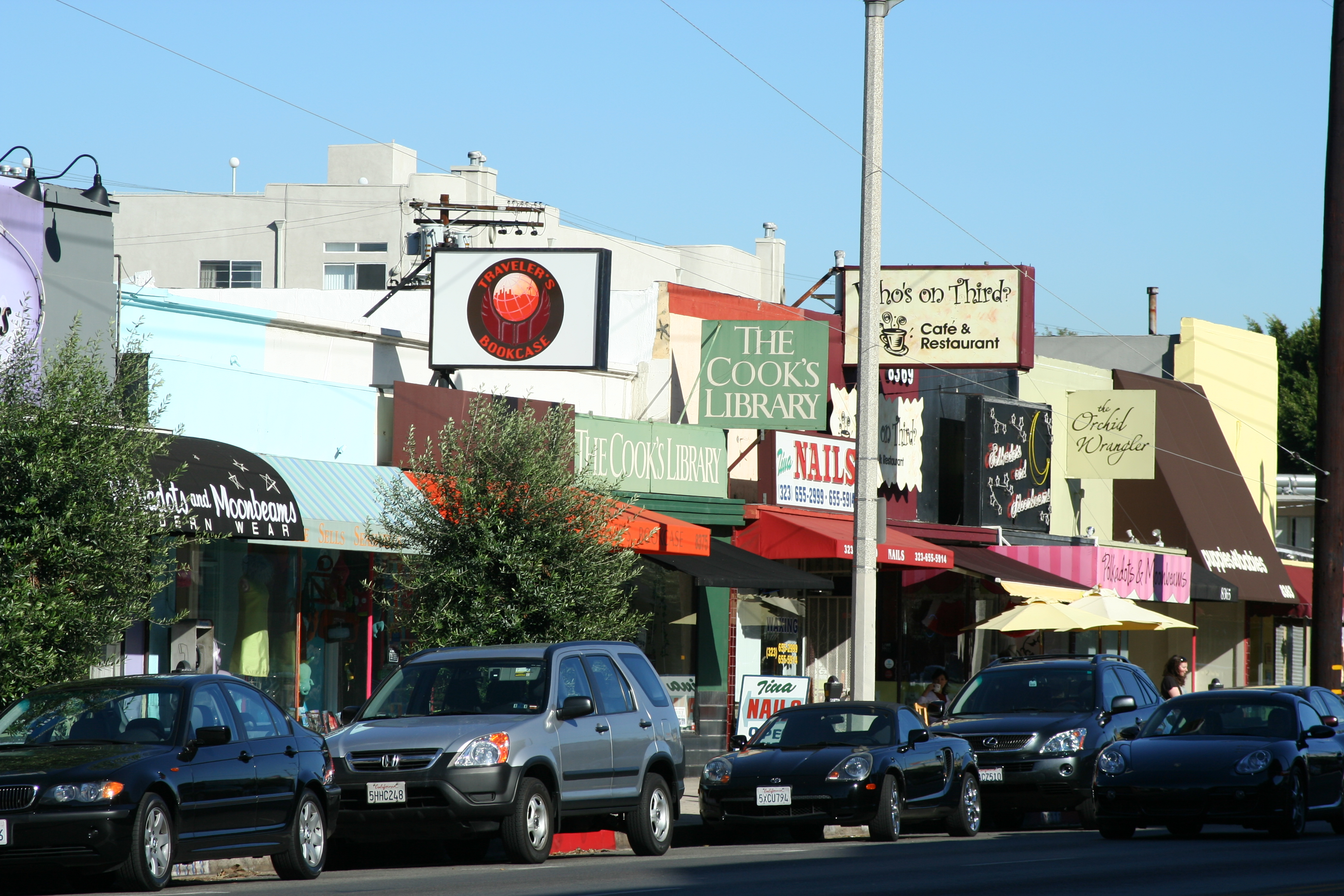
3rd Street w Los Angeles, między ulicami La Cienega Boulevard i Fairfax Avenue, znana ze znajdujących się wzdłuż niej sklepów i restauracji

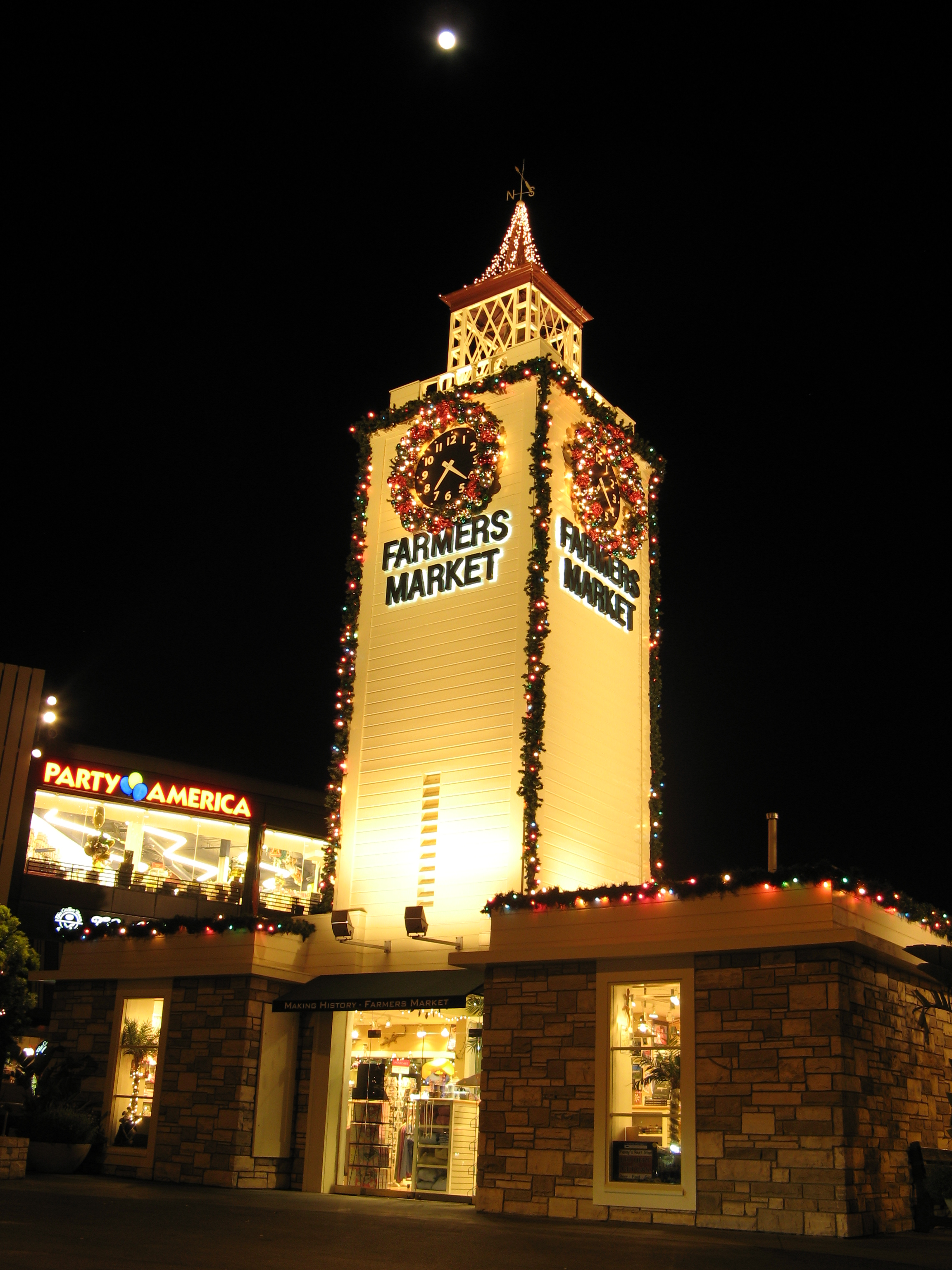
Farmers Market na skrzyżowaniu ulic 3rd Street z Fairfax Avenue

3rd Street – arteria w Los Angeles, biegnąca ze wschodu na zachód. Zachodni kraniec ulicy znajduje się w centrum Beverly Hills, przy skrzyżowaniu z drogą stanową California State Route 2 (Santa Monica Boulevard), natomiast jej wschodni kraniec znajduje się przy skrzyżowaniu z Alameda Street w Downtown Los Angeles. W Downtown Los Angeles ulica biegnie jedynie w kierunku zachodnim, jednak równolegle do niej, w kierunku wschodnim, biegnie ulica 4th Street. Na wschód od Alameda Street arteria 3rd Street staje się ulicą 4th Street, która biegnie do East Los Angeles. W East Los Angeles, przy skrzyżowaniu z Indiana Street, 4th Street ponownie przyjmuje nazwę 3rd Street. W Monterey Park 3rd Street ostatecznie staje się ulicą Pomona Boulevard, która następnie przyjmuje nazwę Potrero Grande Drive. W Rosemead, Potrero Grande Drive staje się ulicą Rush Street, która kończy się w mieście El Monte.
3rd Street biegnie wzdłuż południowej granicy dzielnicy The Grove oraz przez obszar dzielnicy Farmers Market, gdzie krzyżuje się z ulicą Fairfax Avenue, oraz przy której znajduje się siedziba Writers Guild of America, West. Przy ulicy 3rd Street znajduje się również dużo restauracji, butików i sklepów z antykami.
3rd Street biegnie równolegle do dwóch innych ważnych ulic, którymi są Wilshire Boulevard (na południe) i Beverly Boulevard (na północ). Na wschód od ulicy Doheny Drive ulica posiada cztery pasy ruchu oraz przyjmuje nazwę Wilshire Boulevard.

## Budynki i miejsca znajdujące się wzdłuż 3rd Street
W kolejności ze wschodu na zachód:
- Bradbury Building
- Million Dollar Theater
- St. Vincent Medical Center
- Marlborough School
- Yeshiva Aharon Yaakov-Ohr Eliyahu (dawniej Daniel Murphy High School)
- Park La Brea
- Farmers Market i The Grove
- Writers Guild of America, West
- Joan's on Third
- Beverly Center
- Cedars-Sinai Medical Center

## Edukacja i transport

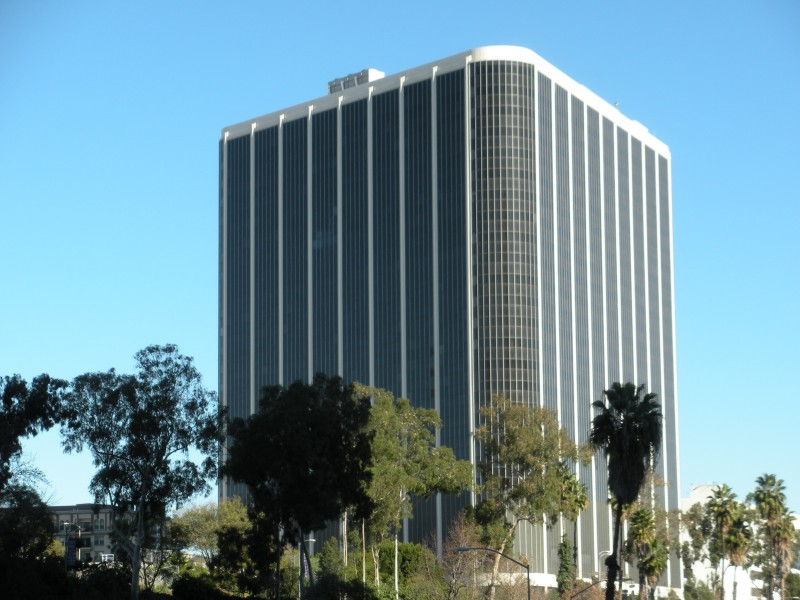
Siedziba Los Angeles Unified School District w Downtown Los Angeles

- Los Angeles Board of Education Headquarters
- Evelyn Thurman Gratts Elementary School przy skrzyżowaniu 3rd Street i Lucas Avenue
- Miguel Contreras Learning Complex przy skrzyżowaniu 3rd Street i Lucas Avenue
- Wzdłuż zachodniej części 3rd Street biegną linie 16 i 316 Metro Local[3]. Wzdłuż wschodniego odcinka 3rd Street biegnie linia 40 Montebello Transit.

Na odcinku 3rd Street między Indiana Street and Atlantic Boulevard biegnie złota linia metra.